# 福原義春
福原 義春（ふくはら よしはる、1931年3月14日 - 2023年8月30日）は、日本の実業家。資生堂の社長、会長を経て名誉会長。資生堂のブランド開発や海外進出に手腕を発揮したほか、企業メセナ協議会で文化への支援にも尽力した。資生堂創業者である福原有信の孫。

## 生涯
福原有信の五男である信義の長男として東京に生まれる。慶應義塾幼稚舎、慶應義塾普通部、慶應義塾高等学校から慶應義塾大学経済学部に進んで卒業し、資生堂へ1953年 に入社。1978年に取締役外国部長、1987年に社長、1997年に会長に就任し、2001年より名誉会長。没時まで慶應義塾評議員だった。
東京都写真美術館館長（第4代、2000年11月～2016年3月、退任後は名誉館長）、かながわ国際交流財団理事長（1999年10月～2015年6月、のち名誉顧問）、企業メセナ協議会（理事長、会長を経て名誉会長）、日仏経済人クラブ日本側議長、日伊ビジネスグループ日本側議長、世界らん展日本大賞組織委員会会長、テレビ東京番組審議会委員長 など公職多数。銀座通連合会、日本広告主協会の会長なども務めた。2000年代前半は公益法人制度改革に関する有識者会議座長を務めた。2018年11月に文化功労者。
2023年8月30日14時、老衰のため死去した。92歳没。死没日付をもって正四位に叙された。
2023年12月13日、「お別れの会」が東京の帝国ホテルで開かれ、約2500人が故人を偲んだ。

### 栄典など
主な受章はや栄典は以下の通り
- 旭日重光章[6]
- フランス共和国レジオンドヌール勲章グラントフィシエ章[7]（レジオンドヌール帯勲者会日本支部会長[7] も務めた）、
- 名誉都民[8]
- 文化功労者[9]
- 中華人民共和国の北京市栄誉市民[10]
- イタリア共和国功労勲章グランデ・ウフィチアーレ章[7]
- 神奈川文化賞[11]
- 東京中央区名誉区民[12]

## 人物
財界屈指の文人肌として知られ、文化経済学やメセナについての著書（後述）を多く執筆している。特に現代詩への造詣が深く、現代詩花椿賞の創設に関わっている。駒井哲郎の絵画のコレクターでもあり、世田谷美術館に寄贈した。角川財団学芸賞選考委員。
趣味は洋ランの栽培、写真など。

## テレビ出演
- 日経スペシャル カンブリア宮殿 「美と日本経済」（2006年6月12日、テレビ東京）[13]。

## 著書
- 『企業は文化のパトロンとなり得るか』求龍堂 1990年12月
- 『100の蘭』文化出版局 1991年12月
- 『多元価値経営の時代』東洋経済新報社 トップが語る21世紀 1992年6月
- 『生きることは学ぶこと』ごま書房 ゴマブックス 1997年4月／日本文芸社 パンドラ新書 2005年
- 『「無用」の人材、「有用」な人材 “老荘”に学ぶ転換期を生きぬく知恵』祥伝社 1997年10月
- 『部下がついてくる人 体験で語るリーダーシップ』日本経済新聞社 1998年10月／日経ビジネス人文庫 2001年
- 『蘭学事始』集英社 1998年12月
- 『メセナの動きメセナの心』求龍堂 2000年8月
- 『会社人間、社会に生きる』中公新書 2001年2月
- 『福原義春の講演 変化の時代と人間の力』慶應義塾大学出版会 2001年11月／ウェッジ文庫（副題を正題に）2007年
- 『101の蘭』文化出版局 2004年2月
- 『猫と小石とディアギレフ』集英社 2004年11月
- 『「自分らしい仕事」があなたを変える! 仕事にちょっと悩んだとき読むヒント』青春出版社 2005年12月
- 『ぼくの複線人生』岩波書店 2007年3月
- 『だから人は本を読む』東洋経済新報社 2009年9月
- 『私は変わった変わるように努力したのだ』求龍堂 2010年6月
- 『季節を生きる』毎日新聞社 2010年11月
- 『「福縁伝授」聞いてもらいたい独り言』集英社 2011年2月
- 『好きなことを楽しくいやなことに学ぶ』かまくら春秋社 2011年3月
- 『本よむ幸せ』求龍堂 2013年2月
- 『美 「見えないものをみる」ということ』PHP新書 2014年1月
- 『道しるべをさがして』朝日新聞出版 2015年5月
- 『教養読書 仕事も人生も読む本で大きく変わる』東洋経済新報社 2018年4月

## 共編著
- 『森毅・福原義春 らくらく対談 ええ加減が仕事の極意』明日香出版社 1993年12月
- 『森毅・福原義春 いきいき対談 柔らかい生き方をしよう』明日香出版社 1994.2
- 『文化は熱狂 福原義春対談集』潮出版社 1995年3月 ※12名との対談
- 『「超」思考法 自分の頭で考えろ』加藤諦三・濤川栄太共著 扶桑社 1997年7月
- 『福原義春語録 「企業文化化」のオピニオンリーダー』ビジネスブック編集部編著 ソニー・マガジンズ 1997年12月
- 『文化経済学』池上惇・植木浩共編 有斐閣ブックス 1998年11月
- 『金の舌 銀の味 この人この味このお店』マガジンハウス 1999年2月

樋口広太郎・水谷八重子・斎藤美子・高橋睦郎・内館牧子・石津謙介・宮沢りえ・高野悦子・森まゆみ・大岡信・前田又兵衛・応蘭芳の12名との「食」対談を収録。『味の手帖』連載をまとめたもの。
- 『文化資本の経営 これからの時代、企業と経営者が考えなければならないこと』文化資本研究会共著 ダイヤモンド社 1999年10月
- 『日々是「好食」』マガジンハウス 2000年 ※エッセイ・「食」対談
- 『対話 私たちが大切にしてきたこと』ルチアーノ・ベネトン ダイヤモンド社 2002年2月
- 『解はひとつではない グローバリゼーションを超えて』樺山紘一共編 慶應義塾大学出版会 2004年
- 『市民活動論 持続可能で創造的な社会に向けて』後藤和子共編 有斐閣 2005年4月
- 『企業経営 ロングインタビュー』稲盛和夫 読売ぶっくれっと 2005年6月
- 福原義春サクセスフルエイジング対談シリーズ 求龍堂
  - 『10歳の輝き、100歳の青春』加藤タキ 1996年10月
  - 『美しい暮らし、変わりゆく私』真行寺君枝 1996年10月
  - 『自然と生きる、自然に生きる』フローレンス西村 1996年11月
  - 『時代の風を吹かせ、自らが楽しむ』石津謙介 1996年12月
  - 『旅に生きる、時間の職人』永六輔 1997年3月
  - 『100着の衣装に、100通りの人生を』ワダエミ 1997年3月
  - 『出会いに生きる、八十七歳の青春』森岡まさ子 1997年6月
  - 『僕は映画の伝道師 』淀川長治 1997年6月
  - 『壊すこと、創ること』山本耀司 1997年11月
  - 『動物が好き、人間が好き』増井光子 1997年11月
  - 『舞台美術は一瞬の輝き』朝倉摂 1998年3月
  - 『アマゾンに学ぶ、「我ら地球家族」』山口吉彦 1998年3月
  - 『至福の時は「オペラ人」』佐藤しのぶ 1998年5月
  - 『花と語り、虫と遊ぶ』熊田千佳慕 1998年8月
  - 『ともに学ぶ、ともに遊ぶ』小池千枝 1998年8月
  - 『「美しい暮らし」を探す旅人』浜美枝 1998年12月
  - 『「不良少女」からコスモポリタンに』金美齢 1998年12月
  - 『静かな男の大きな仕事』下河辺淳 1999年3月
  - 『グッドスマイルグッドライフ』渡辺貞夫 1999年3月
  - 『私は、高齢時代のプロデューサー』佐橋慶女 1999年3月
  - 『書字が教えてくれる』石川九楊 2000年3月
  - 『触れることが脳を育む、人を育む』大島清 2000年3月
  - 『老いとは何か』多田富雄 2001年2月
- 『ステイヤンゴロジーで人生は輝く！』マガジンハウス 2010年12月 ※女性8名との対談集
- 福原義春編『100人で語る美術館の未来』慶應義塾大学出版会 2011年2月
- 『福原義春さんとの対話』谷口江里也 未知谷 2024年9月